# (1384) Kniertje
(1384) Kniertje és l'asteroide número 1.384 localitzat al cinturó principal. Va ser descobert per l'astrònom Hendrik van Gent des de l'estació meridional de Leiden a Johannesburg, República Sud-africana, el 9 de setembre de 1934. La seva designació alternativa és 1934 RX. Rep el nom de Kniertje, un personatge de l'obra Op hoop van zegen de l'escriptor neerlandès Herman Heijermans (1864-1924).